# Biagio Marini
Biagio Marini (Brescia, 5 februari 1594 - Venetië, 20 maart 1663) was een Italiaans virtuoos violist en componist in de eerste helft van de zeventiende eeuw.

## Leven
Marini werd geboren in Brescia. Hij studeerde mogelijk bij zijn oom Giacinto Bondioli. Zijn werken werden gedrukt en waren invloedrijk in de Europese muziekwereld. Hij reisde zijn hele leven en bekleedde posten in Brussel en meer dan dertig jaar in Neuburg an der Donau, Düsseldorf en Venetië. Hij sloot zich aan bij Monteverdi's groep in de kathedraal van San Marco, Padua, Parma, Ferrara, Milaan, Bergamo en Brescia in Italië. Er zijn aanwijzingen dat hij drie keer trouwde en vijf kinderen kreeg. Hij stierf in Venetië.

## Werk
Hoewel hij zowel instrumentale als vocale muziek schreef, staat hij meer bekend om zijn innovatieve instrumentale composities. Hij droeg bij aan de vroege ontwikkeling van het strijkidioom door het uitvoeringsbereik van de solo- en begeleide viool uit te breiden door effecten als de legatoboog, de dubbele en zelfs driedubbele noten en de eerste expliciet genoteerde tremolo (in de sonate La Foscarina, op. 1 nr. 14; 1617). Hij was ook een van de eerste componisten, na Marco Uccellini, die scordatura-stemmingen opriep. Hij leverde bijdragen aan de meeste hedendaagse genres en onderzocht ongebruikelijke compositieprocedures, zoals het construeren van een hele sonate zonder cadens (zoals in zijn Sonata senza cadenza). Ten minste een deel, en misschien wel een groot deel, van zijn compositorisch oeuvre is verloren gegaan, maar dat wat bewaard is gebleven, toont zijn vindingrijkheid, lyrische vaardigheid, harmonische stoutmoedigheid en groeiende neiging tot gangbare tonaliteit. Naast zijn vioolwerken schreef hij muziek voor de zink, dulciaan en baroktrombone.
Een hedendaagse voorvechter van Marini's muziek is de Britse violist Andrew Manze, die op het label Harmonia Mundi een cd heeft uitgebracht met de titel Curiose e moderne inventioni, gewijd aan Marini's muziek voor strijkers.

## Bewaard gebleven gepubliceerde werken
- Op. 1 Affetti musicali (1617)
- Op. 2 Madrigali e symfonie (1618)
- Op. 3 Arie, madrigali et corenti (1620)
- Op. 5 Scherzi e canzonette
- Op. 6 Le lagrime d’Erminia in stile recitativo
- Op. 7 Per le musiche di camera concerti
- Op. 8 Sonate, symphonie…e retornelli (1629)
- Op. 9 Madrigaletti
- Op. 13 Compositioni varie per musica di camera
- Op. 15 Corona melodica
- Op. 16 Concerto terzo delle musiche da camera
- Op. 18 Salmi per tutte le solennità dell’anno concertati nel moderno stile
- Op. 20 Vesperi per tutte le festività dell’anno
- Op. 21 Lagrime di Davide sparse nel miserere
- Op. 22 Per ogni sorte di strumento musicale diversi generi di sonate, da chiesa, e da camera (1655)
- 2 motetten